# Pepe

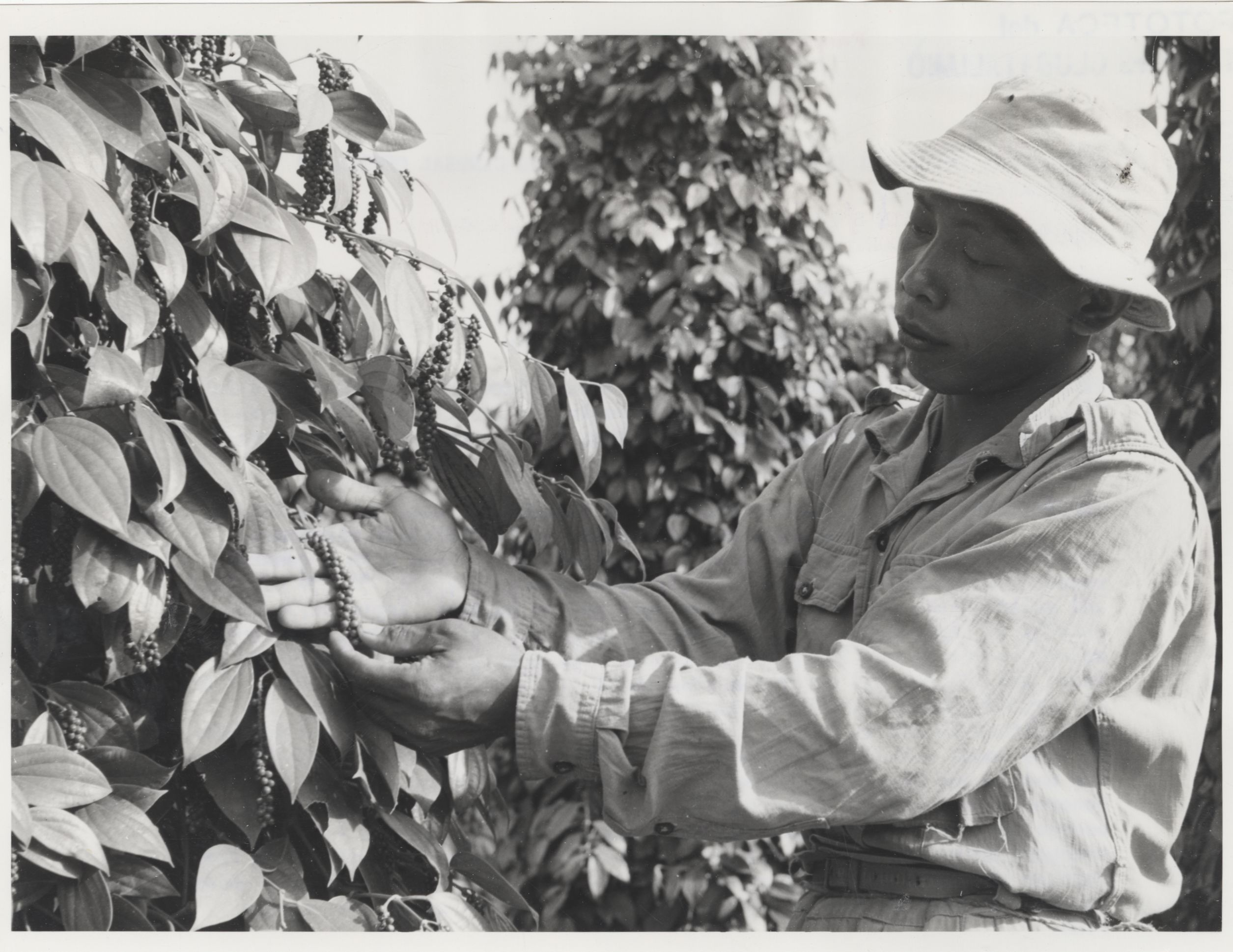
Piantagione di pepe a Sarawak (Malesia)

Il pepe è una spezia che si ricava dalle piante del genere Piper, che appartengono alla famiglia delle Piperacee. La specie più importante, il Piper nigrum, è quella da cui si ricavano diverse varietà di pepe, fra cui il pepe nero e quello bianco, e tutte dal sapore piccante e dalle presunte proprietà afrodisiache. Il termine "pepe" identifica inoltre il "pepe lungo" (Piper longum), meno apprezzato a causa del suo sapore bruciante.

## Etimologia
La parola pepe deriva dal latino piper, a sua volta dal greco antico πέπερι péperi, da confrontare con le voci indiane antiche (India dell'Ovest) pippalī e pippalam "bacca, grano di pepe". Dall'accusativo pipere(m) derivano l'italiano settentrionale pévere (cfr. toscano antico [salsa] peverada), il veglioto pipre, il francese poivre e il provenzale, catalano e spagnolo (in disuso) pebre; questa è anche alla base del tedesco Pfeffer, dell'inglese pepper, del gallese pwbyr, del polacco pieprz, del basco biper e del greco moderno πιπέρι pipéri.

## Storia
Il pepe è stato usato come spezia in India sin dalla preistoria. È stato coltivato per la prima volta, molto probabilmente, lungo le coste del Malabar in India, attualmente corrispondente allo Stato del Kerala.
Il pepe era una materia prima pregiata e spesso era chiamato l'oro nero e usato come moneta di scambio.
La storia del pepe nero è spesso intrecciata e confusa con il pepe lungo. Gli antichi Romani conoscevano entrambi i frutti che spesso confondevano ed equiparavano gli uni agli altri. Alla scoperta del continente americano, e quindi del "pepe del Cile", il pepe lungo cominciò a declinare fino all'estinzione. Il pepe del Cile, che per forma e gusto è simile al pepe lungo, era più facile da coltivare e situato in una zona che rendeva più agevole il trasporto. Fino a ben oltre il Medioevo tutto il pepe nero che si trovava in Europa, Medio Oriente e Nord Africa proveniva dalla regione indiana del Malabar. Dal XVI secolo il pepe veniva importato anche da Indonesia, Madagascar, Malaysia e da altri Stati del Sud-est asiatico. Questi ultimi Stati commerciavano prevalentemente con la Cina o lo usavano per il consumo interno.
Il pepe nero, assieme ad altre spezie prodotte in India e nei Paesi del Sud-est asiatico, ha cambiato la storia del mondo. Fu dovuta alla preziosità delle spezie la ricerca pervicace, da parte degli Stati europei, della rotta per le Indie e la conseguente colonizzazione di quei Paesi, così come era avvenuto prima con il continente americano.

### Il pepe nell'antichità

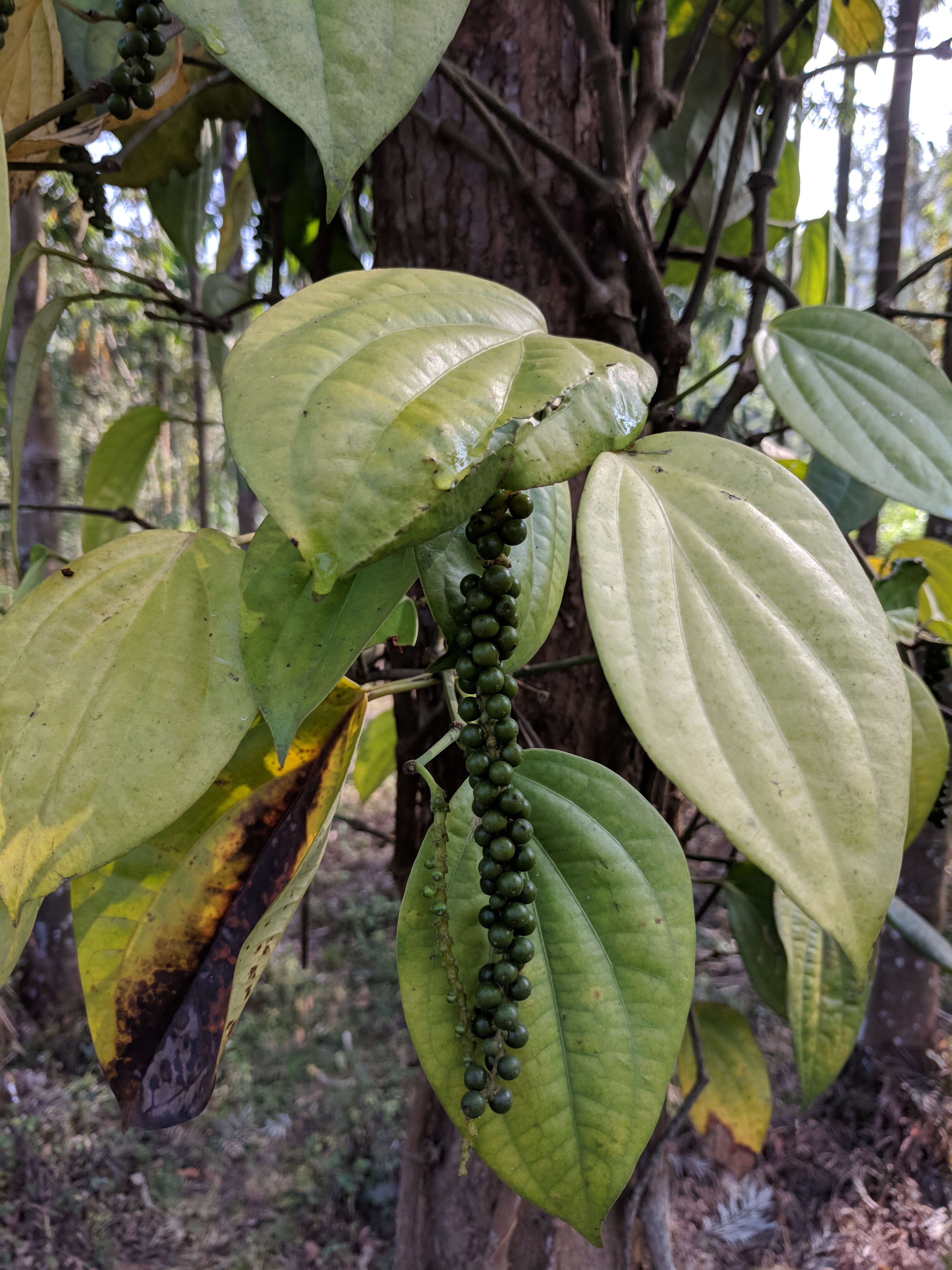
Pianta di Piper nigrum

Grani di pepe nero furono utilizzati dagli imbalsamatori come riempitivo per ridare forma al naso del faraone Ramses II, deceduto nel 1212 a.C. Poco si conosce circa l'uso del pepe nell'antico Egitto, né si sa come potesse raggiungere le rive del Nilo dall'India.
Il pepe nero e il pepe lungo erano conosciuti in Grecia già prima del IV secolo a.C., anche se poco diffusi e molto costosi, accessibili solo ai ricchi. Le rotte di allora erano sicuramente per via terrestre o per via marittima costeggiando il Mar Arabico.
Il pepe lungo che cresceva nel Nord-ovest dell'India era meno caro del pepe nero. Questo fatto avvantaggiò maggiormente il commercio del primo a discapito del pepe nero. Dai tempi dell'Impero romano, specialmente dopo la conquista dell'Egitto da parte di Roma nel 30 a.C., la traversata dell'oceano Indiano fino alle coste del Malabar era abbastanza diffusa. Dettagli di questa rotta commerciale attraverso l'oceano Indiano ci sono stati tramandati dal Periplus Maris Erythraei. Secondo lo storico romano Strabone, il primo Impero inviò una flotta di circa 120 navi per un annuale viaggio per l'India e ritorno. La flotta programmò il viaggio attraverso il Mar Arabico in modo da trarre vantaggio dai monsoni che spirano in quella zona in alcuni mesi dell'anno.
Nel viaggio di ritorno, le navi attraversarono il Mar Rosso, dalle cui rive furono trasportate via terra o navigarono per il canale del Nilo fino al fiume Nilo e da qui su chiatte fino ad Alessandria. Da qui proseguirono per Roma. Questa rotta commerciale dall'India per l'Europa dominerà il commercio del pepe per i successivi 1500 anni. Con le navi che partivano direttamente dalle coste del Malabar, il pepe nero percorreva ora una rotta più breve rispetto al pepe lungo e quindi il suo prezzo divenne più conveniente. Plinio il Vecchio nella sua Storia naturale ci dice i prezzi a Roma intorno al 77 d.C.: il pepe lungo costava 45 denari al chilogrammo, mentre il pepe bianco costava 18 denari e il pepe nero soltanto 9 denari. Plinio si lamentava: "Non vi è anno in cui l'India non dreni 50 milioni di sesterzi all'Impero romano" e altri moralismi sul pepe:
Il pepe nero era quindi molto conosciuto e diffuso nell'Impero romano, anche se era molto costoso. Apicio nel De re coquinaria, un libro di cucina del III secolo basato almeno in parte su uno del I secolo, inserisce il pepe nella maggioranza delle ricette. Edward Gibbon scrisse nel libro The History of the Decline and Fall of the Roman Empire, che il pepe era «l'ingrediente preferito nella più esclusiva cucina romana».

### Il pepe nell'Europa postclassica
Il pepe aveva una così alta quotazione da essere spesso usato come valore di scambio nei mercati finanziari e spesso addirittura come moneta. Il gusto del pepe (o l'apprezzamento del suo valore monetario), aumentarono l'appetito di chi voleva la caduta di Roma. Si dice che sia l'unno Attila sia il visigoto Alarico chiesero per la salvezza di Roma un riscatto di oltre una tonnellata di pepe, quando assediarono la città nel V secolo. Dopo la caduta di Roma, prima i Bizantini e poi gli Arabi assunsero il controllo del traffico del pepe. Alla fine dell'Alto Medioevo il controllo del traffico del pepe era saldamente nelle mani degli islamici. Un tempo nel Mar Mediterraneo il commercio era monopolizzato da alcuni Stati italiani quali la Repubblica di Venezia e la Repubblica di Genova. Lo sviluppo di queste città-Stato fu dovuto per la massima parte al commercio del pepe.
È comune credenza che nel Medioevo il pepe fosse usato per migliorare il sapore della carne parzialmente andata a male; non vi è alcuna evidenza che supporti questa diceria e gli storici ritengono questo altamente inverosimile. Nel Medioevo il pepe era un genere di lusso che poteva essere comperato soltanto da gente facoltosa che non aveva bisogno di questi sotterfugi potendo comperare carne fresca.
Altri sostengono che il pepe veniva aggiunto al vino o alla birra andata a male per migliorarne il sapore, ma anche in questo caso vale quanto considerato sopra. Altrettanto inesatta è la credenza che il pepe venisse usato largamente come antibatterico; pur essendo vero che la piperina, la sostanza che dona al pepe la sua piccantezza, ha alcune proprietà antimicrobiche, è altrettanto vero che la concentrazione usata per la speziatura delle vivande aveva uno scarsissimo effetto terapeutico.

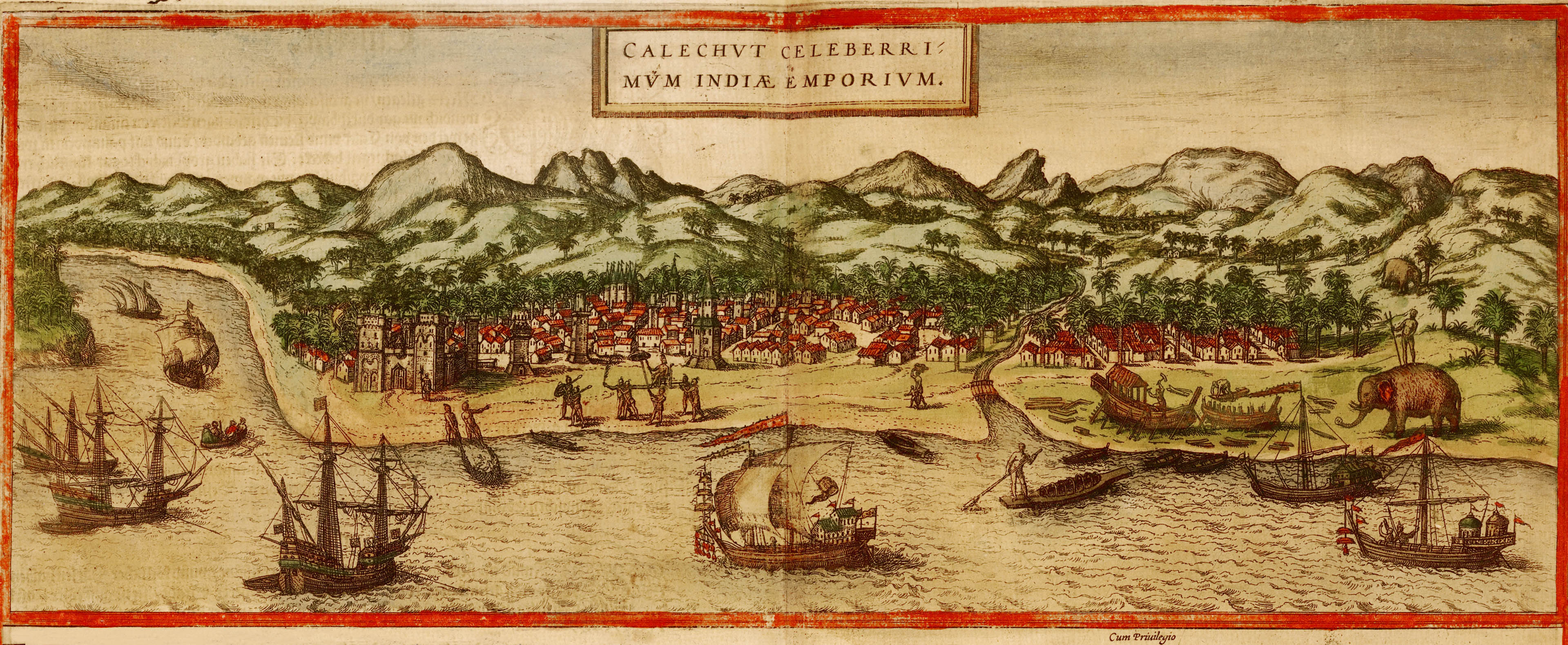
Una immagine di Calicut, India pubblicata nel 1572 durante il controllo portoghese del commercio del pepe

Il suo prezzo esorbitante durante il Medioevo e il monopolio del commercio detenuto dalle Repubbliche marinare italiane furono tra i motivi che indussero il Portogallo a cercare una rotta marina per l'India. Nel 1498 Vasco da Gama fu il primo europeo a giungere in India via mare. A Calicut gli Arabi gli chiesero perché fosse venuto e lui rispose "cerchiamo cristiani e spezie". Benché questo primo viaggio in India, passando per il capo di Buona Speranza, sia stato un modesto successo, i portoghesi tornarono presto in gran numero e usando la loro superiore potenza navale ottennero il controllo completo del traffico delle spezie nell'oceano Indiano. Questo fu l'inizio del primo impero europeo in Asia, che ebbe maggiore legittimazione (almeno da una prospettiva europea) dal trattato di Tordesillas, il quale garantiva al Portogallo diritti esclusivi sulla metà del traffico mondiale del pepe.
I Portoghesi non furono però capaci di mantenere a lungo la loro supremazia sul traffico del pepe. La vecchia rete commerciale di Arabi e Veneziani contrabbandò con successo enormi quantità di pepe, eludendo la scarsa sorveglianza portoghese. Ancora una volta enormi quantitativi di pepe raggiungevano Alessandria e l'Italia.
Nel XVII secolo i Portoghesi cedettero quasi interamente i loro possedimenti dell'oceano Indiano a Olandesi e Inglesi. Il porto di Malabar cadde in mani olandesi fra il 1661 e il 1663.
A causa dell'incremento dell'importazione il prezzo del pepe declinò molto rapidamente. Questa spezia, che nel Medioevo era appannaggio dei soli ricchi, divenne così diffusa da poter essere usata giornalmente da tutti o quasi.

### Il pepe in Cina
È possibile che il pepe fosse conosciuto in Cina già nel II secolo a.C., se la notizia riportata da un esploratore di nome Tang Meng (唐蒙) è corretta. Inviato dall'imperatore cinese Wu Han nella regione che è ora il Sud-ovest della Cina, Tang Meng disse di essere venuto attraversando qualcosa chiamato jujiang o salsa di betel. Egli disse di venire dal mercato di Shu, l'attuale provincia cinese di Xinjiang. Il punto di vista degli storici è che la salsa di betel sia una salsa fatta con le foglie di betel, ma alcuni fondati argomenti fanno pensare che si tratti di pepe. Nel III secolo d.C., il pepe appare per la prima volta in modo sicuro in testi cinesi come hujiao o pepe straniero.
Marco Polo testimoniò sulla popolarità del pepe nella Cina del XIII secolo quando relazionò sul suo consumo nella città di Kinsay (Zhejiang): « [...] Messer Marco udì da uno degli ufficiali delle dogane del Gran Khan che la quantità giornaliera di pepe introdotta nella città ammontava a circa 4.100 chilogrammi.» Marco Polo non è considerato un testimone molto attendibile riguardo alla Cina, con le sue notizie di seconda mano, ma se la sua testimonianza fosse reale l'importazione di pepe della Cina avrebbe superato quella della intera Europa.

### Il pepe come medicina
Come tutte le spezie orientali, il pepe è stato nella storia sia un condimento sia una medicina. Il pepe nero figura nei rimedi della medicina Ayurveda, Siddha e Unani in India. Il Libro siriano di medicina del V secolo prescrive pepe per le seguenti malattie: costipazione, diarrea, mal d'orecchio, gangrena, malattie di cuore, ernia, indigestione, punture d'insetto, insonnia, problemi epatici, ascessi orali e altro ancora. Varie fonti, dal V secolo in avanti, raccomandano l'uso del pepe nei problemi agli occhi applicando pomate o cataplasmi fatti con il pepe direttamente sugli occhi.
Non vi è alcun riscontro medico che tali trattamenti potessero apportare alcun beneficio.
Il pepe è escluso dalla dieta di pazienti operati all'addome o con ulcera addominale in corso per il suo effetto irritante.
Il pepe dovrebbe essere bandito dalla tavola di persone affette da: reflusso gastro-esofageo, esofagite, ulcera gastrica, ulcera duodenale, tutte le malattie dell'intestino, dalle coliti al morbo di Crohn, da diverticolite al semplice colon irritabile, emorroidi di qualsiasi grado, ragadi anali.

## Specie e tipi

### Pepe nero

Pepe nero macinato fresco al microscopio

La specie Piper nigrum produce, a seconda della fase della raccolta e del tipo di preparazione, pepe nero, bianco e verde.
Pepe nero
Il pepe nero è il tipo di pepe più diffuso e viene prodotto dal frutto acerbo della pianta di pepe. I frutti vengono sbollentati brevemente in acqua calda sia per lavarli sia per prepararli all'essiccamento. La rottura della polpa, durante l'essiccamento, velocizza l'annerimento del grano di pepe. I grani vengono essiccati al sole, o con appositi essiccatoi, per diversi giorni durante i quali i frutti si disidratano e anneriscono. Il pepe nero è spesso denominato secondo il luogo di produzione: India, Malabar, Malaysia, Indonesia e altri paesi. Quando il pepe nero viene polverizzato assume una colorazione grigiastra dovuta al nero della polpa essiccata e al bianco del seme.
Pepe bianco
Il pepe bianco è dato dal solo seme del frutto. Si ottiene tenendo a bagno per circa una settimana il frutto del pepe, in questo modo la polpa si decompone e può facilmente essere eliminata. Rimosso il mesocarpo, il seme viene essiccato. Processi alternativi sono usati per rimuovere la polpa dal frutto compresa la rimozione della buccia essiccata dal pepe nero. Il pepe bianco viene utilizzato soprattutto nella preparazione delle salse colorate, dove il nero della polpa rimarrebbe visibile.
Pepe verde
Così come il nero, viene prodotto dal frutto acerbo. Nel procedimento di essiccazione viene trattato con diossido di zolfo in modo da mantenere il colore verde del frutto. Il pepe verde in salamoia è un pepe acerbo conservato in salamoia o sotto aceto. Nella cucina del Sud-est asiatico, e in modo particolare nella cucina tailandese, viene comunemente usato il pepe acerbo in grani appena raccolto dalla pianta.

### Altre specie del generePiper

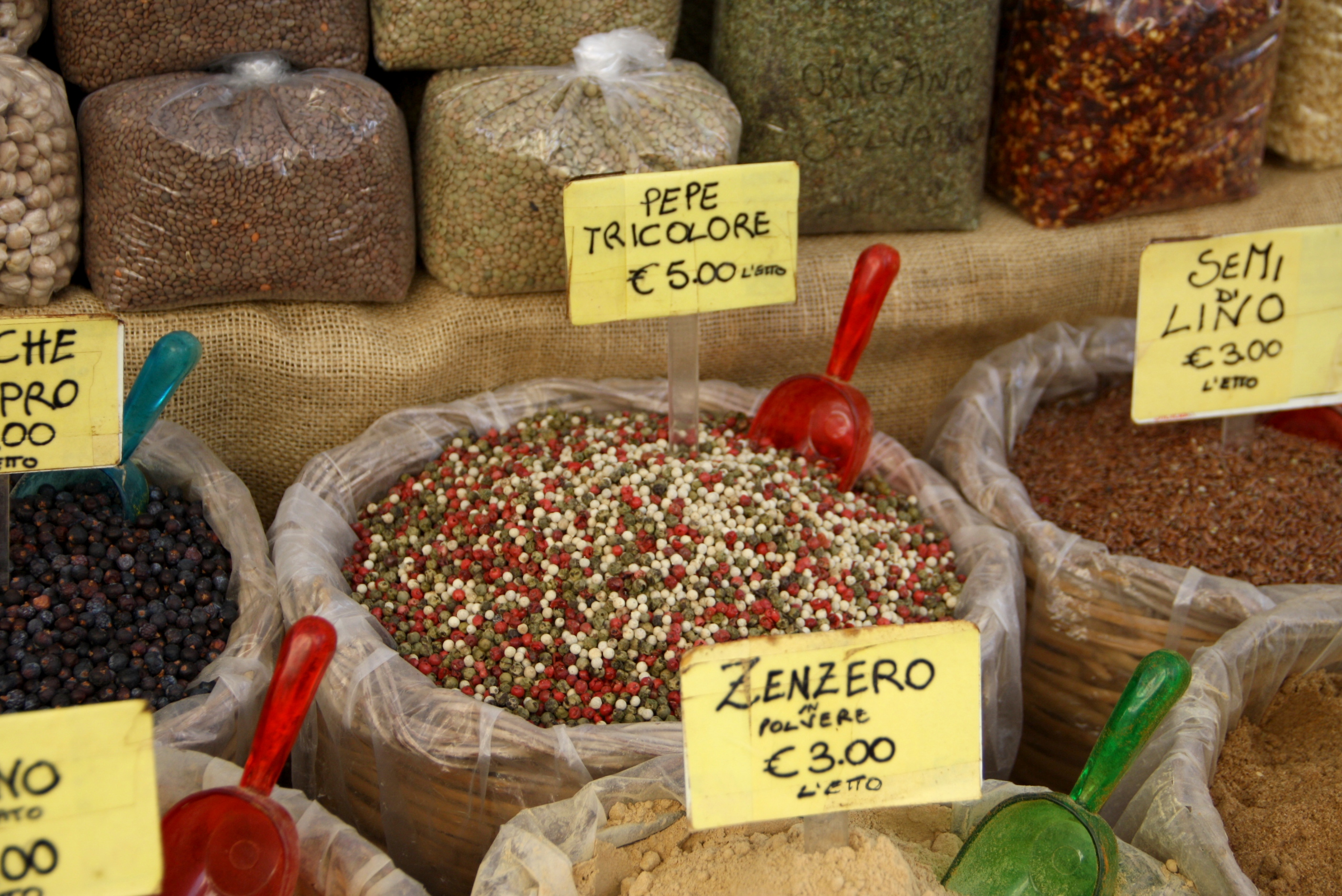
La miscela battezzata "pepe tricolore" (con i colori della bandiera italiana) in vendita al mercato di Ortigia (Siracusa)

- La miscela battezzata "pepe tricolore" (con i colori della bandiera italiana) in vendita al mercato di Ortigia (Siracusa)Piper longum: è costituito da spighette molto simili per sapore al pepe nero, ma di forma conica allungata, con numerose drupe, piccole, che non si separano. Si macina la spiga intera. Questo pepe è stato molto utilizzato nell'antichità e nel Medioevo.
- Piper cubeba: chiamato comunemente pepe grigio produce grani di pepe tondi provvisti di una piccola coda.
- Piper borbonense

### Altre specie
- Pepe rosa o falso pepe peruviano: è la bacca di colore rosa, dal gusto simile a quello del pepe, di un albero del genere Schinus.
- Creola: miscela di pepe bianco, pepe nero, pepe verde, pepe rosa e pimento.
- Pepe garofanato: è il pimento, spezia erroneamente associata al pepe per via del suo nome (che in spagnolo significa appunto pepe).
- Pepe di Sichuan: bacche di una pianta asiatica del genere Zanthoxylum.